# Acyphas semiochrea
Acyphas semiochrea este o molie din familia Lymantriidae . Este găsită de-a lungul celor mai multe dintre coastele Australiei, inclusiv: New South Wales, Queensland, South Australia, Tasmania, Victoria și Australia de Vest.

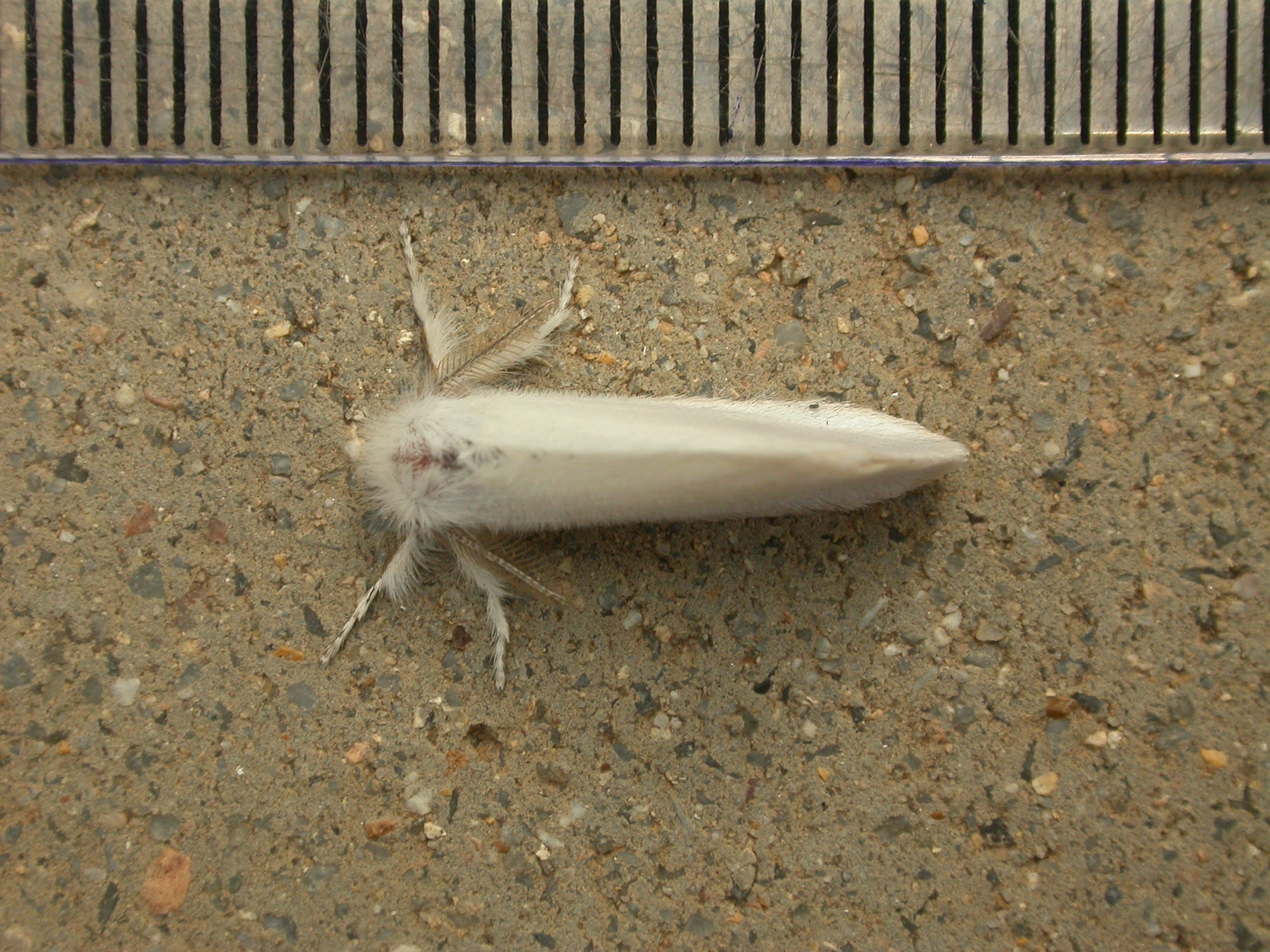

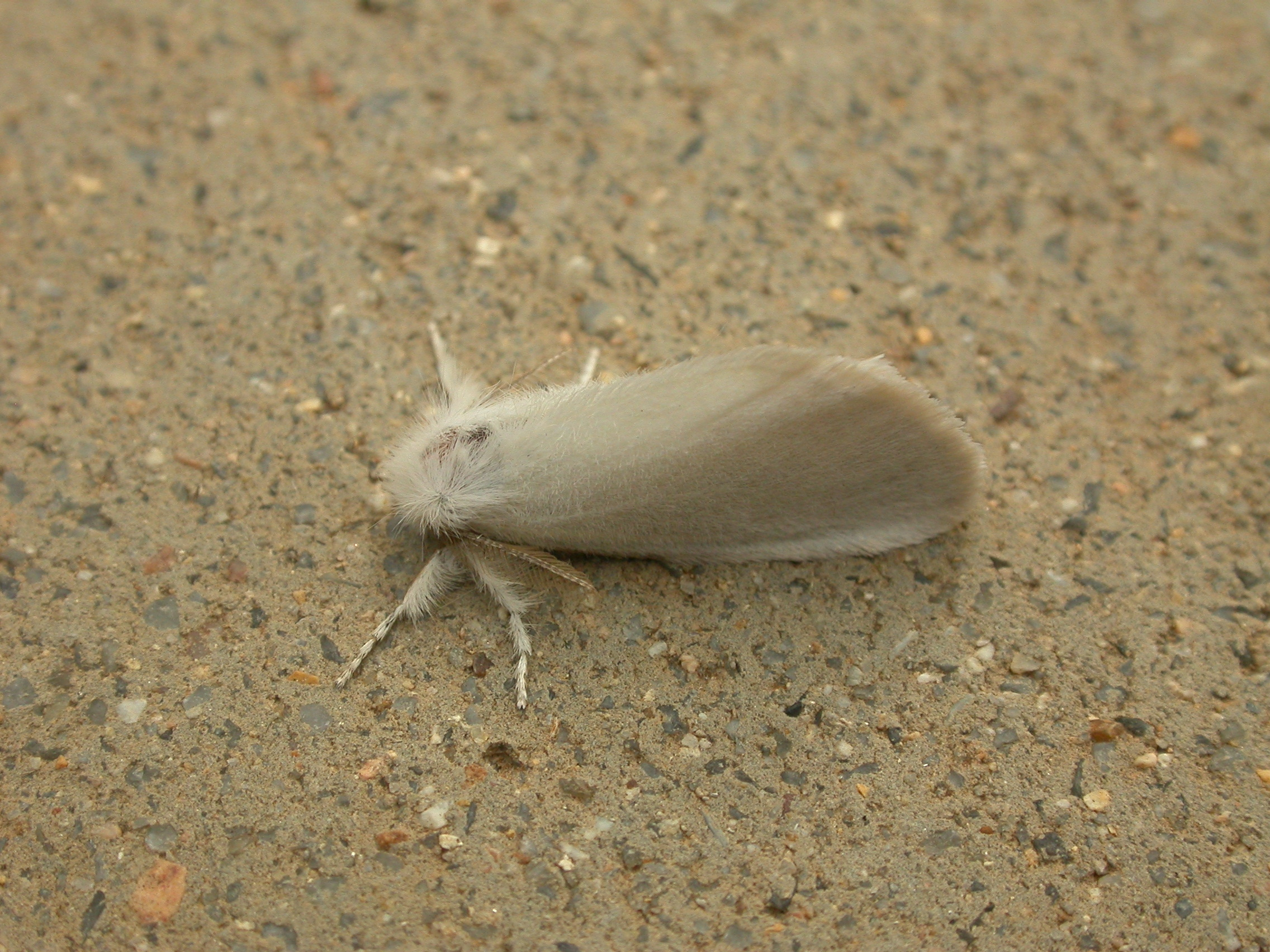

## Morfologie
Anvergura aripilor este de aproximativ 30 mm. Femelele sunt de culoare albă și au un smoc portocaliu pe coadă. Masculii sunt, de asemenea, de culoare albă, dar, uneori, au o pată întunecată pe fiecare aripă sau o bandă largă întunecată de-a lungul fiecărei aripe. Firele de păr din jurul toracelui sunt uneori gălbui. Uneori neagră, pielea de pe torace și/sau abdomen se vede printre firele de păr alb.
Acesta este considerat un parazit pentru Pinus radiata, dar au fost înregistrate cazuri de hrănire pe Acacia, Eucalipt, Pultenaea⁠(en)[traduceți], Dodonaea⁠(en)[traduceți], Choretrum⁠(en)[traduceți], Myoporum⁠(en)[traduceți] și Tamarix. Omizile sunt de culoare maro și păroase, cu o dungă de fire de păr negru pe fiecare parte a capului și păr pe coadă.